# Andreas Ziegler
Andreas Ziegler (? – 1632. március 7.) erdélyi szász orvos és evangélikus lelkész.
Brassói származású, Wittenbergben 1610-ben szerzett doktori rangot. 1628-ban prázsmári pap lett.

## Művei
- De corpore humano exercitatio decima . . . . Wittenberg, 1606.
- Disputationum medicarum qvarta. De Sanitate corporis humani. Wittenberg, 1606.
- Disputatioum medicarum decima quinta. De signis prognosticis. Wittenberg, 1607.
- Theses medicae de cordis ventriculi mordente dolore et colica passione. Wittenberg, 1610